# LOWA W500
Der W500 ist ein von LOWA hergestellter Omnibus. Er gilt als der erste in der DDR entwickelte und in Serie hergestellte Bus. Der mit Verbrennungsmotor angetriebene Bus entstand als „Nebenprodukt“ der Produktion des später als W600 erschienenen Oberleitungsbusses. Zwischen 1951 und 1953 wurden insgesamt 68 Stück gebaut, wovon 35 in Berlin eingesetzt wurden.

## Beschreibung

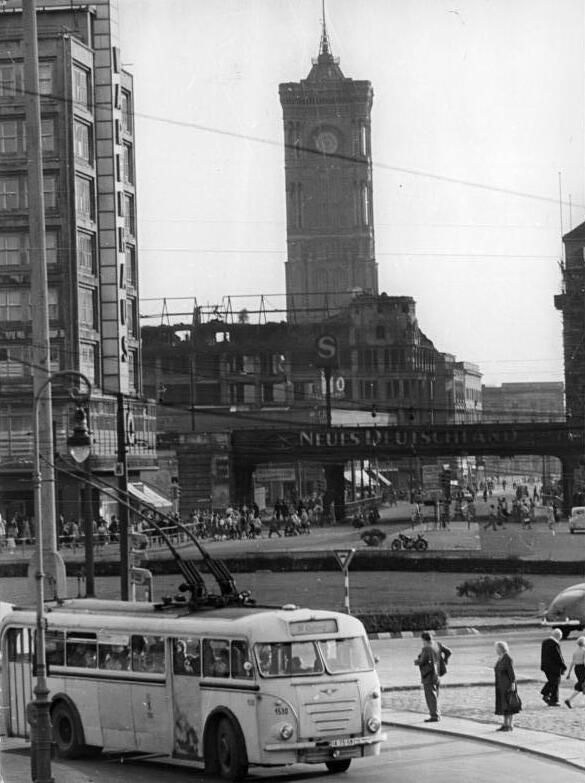
Ein optisch ähnlicher LOWA W602

Der W500 ist ein zweiachsiger Bus in Halbrahmenbauweise. Er war für 48 sitzende Fahrgäste ausgelegt. Bei einer Länge von zehneinhalb Metern hatte der Bus einen Radstand von 5,4 Metern und eine Leermasse von 9370 kg. Angetrieben wurde der Bus von einem V12-Ottomotor; es wurden der Maybach HL 120 mit 11,9 l Hubraum und einer Leistung von 280 PS (206 kW) bei 2800/min oder der Maybach HL 108 mit 10,8 l Hubraum und einer Leistung von 240 PS (176 kW) bei 2800/min eingebaut. Diese Motoren, aber auch die Getriebe und Vorderachsen stammten anfangs aus Altbeständen der Wehrmachtsfahrzeugproduktion; später wurden Komponenten des Nutzkraftwagens IFA H6 eingebaut. Je nach Motorisierung und Getriebe bzw. Achsgetriebe konnten W500-Busse eine Höchstgeschwindigkeit im Bereich von 80…90 km/h erreichen.